# Norman Lebrecht
Norman Lebrecht est un écrivain et critique d'art de musique classique britannique, né à Londres le 11 juillet 1948. Il est également éditeur adjoint à l'Evening Standard depuis 2002 et présente l'émission Lebrecht.live sur BBC Radio 3. 
Il publie des chroniques hebdomadaires dans l'Evening Standard et sur le site La Scena Musicale et plusieurs de ses livres sont des succès internationaux qui ont été traduits en 16 langues. 
- Maestro (1991) retrace l’histoire de la profession de chef d'orchestre dès la fin du XIXe siècle, quand celle-ci était encore intègre, jusqu’à nos jours où elle serait corrompue par le pouvoir, l'argent et la célébrité.
- When the Music Stops (titre américain : Who Killed Classical Music, 1997) est le premier document historique sur la musique classique qui prédit le déclin de l’industrie du disque.
- Maestros, Masterpieces and Madness (titre américain : The Life and Death of Classical Music, 2007) est le récit de l'évolution de cette industrie, présenté avec les critiques et les analyses des 100 disques indispensables et des 20 pires enregistrements.

Il a écrit sur Gustav Mahler (notamment dans Mahler Remembered, 1987) et sur la musique contemporaine dans The Complete Companion to 20th Century Music (2000). Il est également le fondateur et l'éditeur de biographies de compositeurs du XXe siècle publiées par Phaidon. 
Son premier roman The Song of Names, paru en 2001, est l’histoire de deux garçons vivant à Londres pendant la Seconde Guerre mondiale ; il a gagné le prestigieux Whitbread Award. 
Ses autres livres incluent The Book of Musical Anecdotes (1985), Music in London (1992) et Covent Garden : The Untold Story (2000).